# Ann-Christine Gry
Ann-Christine Gry, folkbokförd som Ann-Christina Gry, född 22 maj 1943 i Upplands Väsby, död 3 juli 2019 i Härryda, var en svensk skådespelare, som även framträtt under efternamnen Nilsson och Hägglund.
Ann-Christine Gry har arbetat som vårdbiträde. Sin största skådespelarinsats gjorde hon i den framgångsrika TV-serien Hem till byn. Hon gestaltade där hemmafrun Elsie Eriksson, som i de första säsongerna hade en statistliknande funktion men sedermera utvecklades till en vanlig karaktär. Elsie var gift med Harald Eriksson, som spelades av Alf Nilsson. Tillsammans med denne hade Gry i verkligheten tre barn, bland dem Johan Gry. Hon har även varit rekvisitör. Hon var amatörkonstnär och ställde ibland ut sina målningar och broderier. Ann-Christine Gry är begravd på Björketorps kyrkogård.

## Medverkan i tv-serier
- Friställd 1969, som Elsie Nilsson
- Hem till byn 1973, 1976, 1990, 1995, 1999, 2002 och 2006, som Elsie Eriksson